# Nadiya Hussain
Nadiya Jamir Hussain (nascida Begum; nascida em 25 de dezembro de 1984) é uma padeira, colunista, autora e apresentadora de televisão britânica. Ela se tornou famosa após ganhar a sexta temporada do reality show The Great British Bake Off, da BBC, em 2016.
Hussain nasceu de uma família britânica de origem bengali em Luton, onde cresceu. Ela desenvolveu seu interesse em cozinhar enquanto estava na escola e foi em grande parte auto-didata na cozinha, lendo livros de receitas e assistindo a vídeos instrucionais no YouTube. Ela se casou e se mudou para Leeds, onde começou a estudar na Open University. Em 2015, ela apareceu no The Great British Bake Off e ganhou o concurso. Ela foi posteriormente convidada a produzir um bolo para as comemorações do 90º aniversário da rainha Elizabeth II e a apresentar seu próprio documentário da BBC, The Chronicles of Nadiya.
Hussain é colunista das revistas The Times Magazine e Essentials, e assinou acordos de publicação com a Penguin Random House, Hodder Children's Books e Harlequin. Ela é também repórter regular para o The One Show e convidada frequente no Loose Women. Ela foi nomeada pelos editores Debrett's como uma das 500 pessoas mais influentes no Reino Unido em 2016 e pela BBC como uma das 100 Mulheres mais importantes de 2016.